# TER Nouvelle-Aquitaine
Le TER Nouvelle-Aquitaine est le réseau de transport express régional de la région Nouvelle-Aquitaine.
Il résulte de la fusion des réseaux TER Aquitaine, TER Limousin et TER Poitou-Charentes

## Histoire
La fusion des trois régions administratives d'Aquitaine, de Limousin et de Poitou-Charentes, a lieu le 16 janvier 2015, selon la loi relative à la délimitation des régions. Cependant, le TER Nouvelle-Aquitaine, qui regroupe les anciens réseaux TER Aquitaine, TER Limousin et TER Poitou-Charentes, est apparu en 2017.
En septembre 2018, la région s'oppose à la SNCF car la SNCF veut faire rouler des trains sans contrôleur alors que la région Nouvelle-Aquitaine veut que des contrôleurs soient présents dans les trains afin d'éviter la fraude et de vendre des billets.

## Relations TER

### Par rail
3 600 kilomètres de lignes ferroviaires couvrent la région Nouvelle-Aquitaine (dont 249 kilomètres de la LGV Sud Europe Atlantique qui relie la LGV Atlantique à Bordeaux). On compte 309 gares et points d'arrêts. La région est sillonnée par les TGV, Intercités, TER.

Carte des infrastructures ferroviaires en Nouvelle-Aquitaine (en 2020), dont la plus grande partie est utilisée par les liaisons commerciales TER.

Les relations desservies par des trains TER sont résumées dans le tableau ci-dessous. Sur plusieurs lignes, les trains sont complétés par des autocars. Ces services étant repris par le tableau de la section suivante, le tableau n'en tient pas compte.
Depuis le 12 mars 2018, la ligne 18 circulant entre Angoulême et Limoges-Bénédictins est interrompue entre Angoulême et Saillat - Chassenon, ne desservant plus cinq gares charentaises. Les liaisons ferroviaires sont donc limitées entre Limoges-Bénédictins et Saillat - Chassenon et complétées par des cars TER liant Limoges-Bénédictins à Angoulême effectuant des arrêts compensatoires dans communes n'étant plus desservies par le train.
| Ligne | Caractéristiques                                                                                          | Caractéristiques                                                                                          | Caractéristiques                                                                                          | Caractéristiques                                                                                          | Caractéristiques                                                                                          | Caractéristiques                                                                                          | Caractéristiques                                                                                          | Caractéristiques                                                                                          | Caractéristiques                                                                                          |
| ----- | --- | --- | --- | --- | --- | --- | --- | --- | --- |
| 10    | BRESSUIRE ↔ Thouars ↔ SAUMUR                                                                              | BRESSUIRE ↔ Thouars ↔ SAUMUR                                                                              | BRESSUIRE ↔ Thouars ↔ SAUMUR                                                                              | BRESSUIRE ↔ Thouars ↔ SAUMUR                                                                              | BRESSUIRE ↔ Thouars ↔ SAUMUR                                                                              | BRESSUIRE ↔ Thouars ↔ SAUMUR                                                                              | BRESSUIRE ↔ Thouars ↔ SAUMUR                                                                              | BRESSUIRE ↔ Thouars ↔ SAUMUR                                                                              | BRESSUIRE ↔ Thouars ↔ SAUMUR                                                                              |
|       | Longueur 155,8 km                                                                                         | Durée 0 h 55                                                                                              | Nb. arrêts 4                                                                                              | Soirée / Dimanche - Férié · /                                                                             | Horaires 5 h 57 - 20 h 45                                                                                 | Réseau TER Nouvelle-Aquitaine                                                                             | | | |
| 11    | POITIERS ↔ Châtellerault ↔ TOURS                                                                          | POITIERS ↔ Châtellerault ↔ TOURS                                                                          | POITIERS ↔ Châtellerault ↔ TOURS                                                                          | POITIERS ↔ Châtellerault ↔ TOURS                                                                          | POITIERS ↔ Châtellerault ↔ TOURS                                                                          | POITIERS ↔ Châtellerault ↔ TOURS                                                                          | POITIERS ↔ Châtellerault ↔ TOURS                                                                          | POITIERS ↔ Châtellerault ↔ TOURS                                                                          | POITIERS ↔ Châtellerault ↔ TOURS                                                                          |
|       | Longueur 155,8 km                                                                                         | Durée 1 h 15                                                                                              | Nb. arrêts 18                                                                                             | Soirée / Dimanche - Férié · Non /                                                                         | Horaires 5 h 55 - 19 h 49                                                                                 | Réseau TER Nouvelle-Aquitaine / TER Centre-Val de Loire                                                   | | | |
| 12    | POITIERS ↔ Ruffec ↔ ANGOULÊME                                                                             | POITIERS ↔ Ruffec ↔ ANGOULÊME                                                                             | POITIERS ↔ Ruffec ↔ ANGOULÊME                                                                             | POITIERS ↔ Ruffec ↔ ANGOULÊME                                                                             | POITIERS ↔ Ruffec ↔ ANGOULÊME                                                                             | POITIERS ↔ Ruffec ↔ ANGOULÊME                                                                             | POITIERS ↔ Ruffec ↔ ANGOULÊME                                                                             | POITIERS ↔ Ruffec ↔ ANGOULÊME                                                                             | POITIERS ↔ Ruffec ↔ ANGOULÊME                                                                             |
|       | Longueur 112,8 km                                                                                         | Durée 1 h 08                                                                                              | Nb. arrêts 10                                                                                             | Soirée / Dimanche - Férié · Non /                                                                         | Horaires 6 h 11 - 19 h 45                                                                                 | Réseau TER Nouvelle-Aquitaine                                                                             | | | |
| 13    | BORDEAUX Saint-Jean ↔ Libourne ↔ Coutras ↔ ANGOULÊME                                                      | BORDEAUX Saint-Jean ↔ Libourne ↔ Coutras ↔ ANGOULÊME                                                      | BORDEAUX Saint-Jean ↔ Libourne ↔ Coutras ↔ ANGOULÊME                                                      | BORDEAUX Saint-Jean ↔ Libourne ↔ Coutras ↔ ANGOULÊME                                                      | BORDEAUX Saint-Jean ↔ Libourne ↔ Coutras ↔ ANGOULÊME                                                      | BORDEAUX Saint-Jean ↔ Libourne ↔ Coutras ↔ ANGOULÊME                                                      | BORDEAUX Saint-Jean ↔ Libourne ↔ Coutras ↔ ANGOULÊME                                                      | BORDEAUX Saint-Jean ↔ Libourne ↔ Coutras ↔ ANGOULÊME                                                      | BORDEAUX Saint-Jean ↔ Libourne ↔ Coutras ↔ ANGOULÊME                                                      |
|       | Longueur 134,5 km                                                                                         | Durée 1 h 46                                                                                              | Nb. arrêts 15                                                                                             | Soirée / Dimanche - Férié · Non /                                                                         | Horaires 5 h 58 - 18 h 58                                                                                 | Réseau TER Nouvelle-Aquitaine                                                                             | | | |
| 14    | POITIERS ↔ Niort ↔ LA ROCHELLE                                                                            | POITIERS ↔ Niort ↔ LA ROCHELLE                                                                            | POITIERS ↔ Niort ↔ LA ROCHELLE                                                                            | POITIERS ↔ Niort ↔ LA ROCHELLE                                                                            | POITIERS ↔ Niort ↔ LA ROCHELLE                                                                            | POITIERS ↔ Niort ↔ LA ROCHELLE                                                                            | POITIERS ↔ Niort ↔ LA ROCHELLE                                                                            | POITIERS ↔ Niort ↔ LA ROCHELLE                                                                            | POITIERS ↔ Niort ↔ LA ROCHELLE                                                                            |
|       | Longueur 144,9 km                                                                                         | Durée 1 h 40                                                                                              | Nb. arrêts 14                                                                                             | Soirée / Dimanche - Férié · Non /                                                                         | Horaires 6 h 00 - 19 h 36                                                                                 | Réseau TER Nouvelle-Aquitaine                                                                             | | | |
| 15    | BORDEAUX SAINT-JEAN ↔ Saintes ↔ LA ROCHELLE                                                               | BORDEAUX SAINT-JEAN ↔ Saintes ↔ LA ROCHELLE                                                               | BORDEAUX SAINT-JEAN ↔ Saintes ↔ LA ROCHELLE                                                               | BORDEAUX SAINT-JEAN ↔ Saintes ↔ LA ROCHELLE                                                               | BORDEAUX SAINT-JEAN ↔ Saintes ↔ LA ROCHELLE                                                               | BORDEAUX SAINT-JEAN ↔ Saintes ↔ LA ROCHELLE                                                               | BORDEAUX SAINT-JEAN ↔ Saintes ↔ LA ROCHELLE                                                               | BORDEAUX SAINT-JEAN ↔ Saintes ↔ LA ROCHELLE                                                               | BORDEAUX SAINT-JEAN ↔ Saintes ↔ LA ROCHELLE                                                               |
|       | Longueur 168,7 km                                                                                         | Durée 2 h 18                                                                                              | Nb. arrêts 18                                                                                             | Soirée / Dimanche - Férié · /                                                                             | Horaires 5 h 54 - 20 h 40                                                                                 | Réseau TER Nouvelle-Aquitaine                                                                             | | | |
| 15U   | ROCHEFORT ↔ LA ROCHELLE PORTE DAUPHINE                                                                    | ROCHEFORT ↔ LA ROCHELLE PORTE DAUPHINE                                                                    | ROCHEFORT ↔ LA ROCHELLE PORTE DAUPHINE                                                                    | ROCHEFORT ↔ LA ROCHELLE PORTE DAUPHINE                                                                    | ROCHEFORT ↔ LA ROCHELLE PORTE DAUPHINE                                                                    | ROCHEFORT ↔ LA ROCHELLE PORTE DAUPHINE                                                                    | ROCHEFORT ↔ LA ROCHELLE PORTE DAUPHINE                                                                    | ROCHEFORT ↔ LA ROCHELLE PORTE DAUPHINE                                                                    | ROCHEFORT ↔ LA ROCHELLE PORTE DAUPHINE                                                                    |
|       | Longueur 31,65 km                                                                                         | Durée 0 h 36                                                                                              | Nb. arrêts 7                                                                                              | Soirée / Dimanche - Férié · /                                                                             | Horaires 5 h 44 - 20 h 43                                                                                 | Réseau TER Nouvelle-Aquitaine                                                                             | | | |
| 16    | ANGOULÊME ↔ Saintes ↔ ROYAN                                                                               | ANGOULÊME ↔ Saintes ↔ ROYAN                                                                               | ANGOULÊME ↔ Saintes ↔ ROYAN                                                                               | ANGOULÊME ↔ Saintes ↔ ROYAN                                                                               | ANGOULÊME ↔ Saintes ↔ ROYAN                                                                               | ANGOULÊME ↔ Saintes ↔ ROYAN                                                                               | ANGOULÊME ↔ Saintes ↔ ROYAN                                                                               | ANGOULÊME ↔ Saintes ↔ ROYAN                                                                               | ANGOULÊME ↔ Saintes ↔ ROYAN                                                                               |
|       | Longueur 114,4 km                                                                                         | Durée 1 h 35                                                                                              | Nb. arrêts 8                                                                                              | Soirée / Dimanche - Férié · /                                                                             | Horaires 5 h 50 - 21 h 42                                                                                 | Réseau TER Nouvelle-Aquitaine                                                                             | | | |
| 17    | NIORT ↔ Saintes ↔ ROYAN                                                                                   | NIORT ↔ Saintes ↔ ROYAN                                                                                   | NIORT ↔ Saintes ↔ ROYAN                                                                                   | NIORT ↔ Saintes ↔ ROYAN                                                                                   | NIORT ↔ Saintes ↔ ROYAN                                                                                   | NIORT ↔ Saintes ↔ ROYAN                                                                                   | NIORT ↔ Saintes ↔ ROYAN                                                                                   | NIORT ↔ Saintes ↔ ROYAN                                                                                   | NIORT ↔ Saintes ↔ ROYAN                                                                                   |
|       | Longueur 111,12 km                                                                                        | Durée 2 h 05                                                                                              | Nb. arrêts 12                                                                                             | Soirée / Dimanche - Férié · Non /                                                                         | Horaires 5 h 55 - 19 h 26                                                                                 | Réseau TER Nouvelle-Aquitaine                                                                             | | | |
| 18    | ANGOULÊME ↔ Saint-Junien ↔ LIMOGES-BÉNÉDICTINS                                                            | ANGOULÊME ↔ Saint-Junien ↔ LIMOGES-BÉNÉDICTINS                                                            | ANGOULÊME ↔ Saint-Junien ↔ LIMOGES-BÉNÉDICTINS                                                            | ANGOULÊME ↔ Saint-Junien ↔ LIMOGES-BÉNÉDICTINS                                                            | ANGOULÊME ↔ Saint-Junien ↔ LIMOGES-BÉNÉDICTINS                                                            | ANGOULÊME ↔ Saint-Junien ↔ LIMOGES-BÉNÉDICTINS                                                            | ANGOULÊME ↔ Saint-Junien ↔ LIMOGES-BÉNÉDICTINS                                                            | ANGOULÊME ↔ Saint-Junien ↔ LIMOGES-BÉNÉDICTINS                                                            | ANGOULÊME ↔ Saint-Junien ↔ LIMOGES-BÉNÉDICTINS                                                            |
|       | Longueur 118,8 km                                                                                         | Durée 1 h 50                                                                                              | Nb. arrêts 13                                                                                             | Soirée / Dimanche - Férié · Non /                                                                         | Horaires 4 h 50 - 18 h 40                                                                                 | Réseau TER Nouvelle-Aquitaine                                                                             | | | |
| 21    | LIMOGES-BÉNÉDICTINS ↔ La Souterraine ↔ CHÂTEAUROUX                                                        | LIMOGES-BÉNÉDICTINS ↔ La Souterraine ↔ CHÂTEAUROUX                                                        | LIMOGES-BÉNÉDICTINS ↔ La Souterraine ↔ CHÂTEAUROUX                                                        | LIMOGES-BÉNÉDICTINS ↔ La Souterraine ↔ CHÂTEAUROUX                                                        | LIMOGES-BÉNÉDICTINS ↔ La Souterraine ↔ CHÂTEAUROUX                                                        | LIMOGES-BÉNÉDICTINS ↔ La Souterraine ↔ CHÂTEAUROUX                                                        | LIMOGES-BÉNÉDICTINS ↔ La Souterraine ↔ CHÂTEAUROUX                                                        | LIMOGES-BÉNÉDICTINS ↔ La Souterraine ↔ CHÂTEAUROUX                                                        | LIMOGES-BÉNÉDICTINS ↔ La Souterraine ↔ CHÂTEAUROUX                                                        |
|       | Longueur 137,1 km                                                                                         | Durée 1 h 20                                                                                              | Nb. arrêts 15                                                                                             | Soirée / Dimanche - Férié · Non /                                                                         | Horaires 5 h 38 - 18 h 55                                                                                 | Réseau TER Nouvelle-Aquitaine / TER Centre-Val de Loire                                                   | | | |
| 22    | LIMOGES-BÉNÉDICTINS ↔ Uzerche ↔ BRIVE-LA-GAILLARDE                                                        | LIMOGES-BÉNÉDICTINS ↔ Uzerche ↔ BRIVE-LA-GAILLARDE                                                        | LIMOGES-BÉNÉDICTINS ↔ Uzerche ↔ BRIVE-LA-GAILLARDE                                                        | LIMOGES-BÉNÉDICTINS ↔ Uzerche ↔ BRIVE-LA-GAILLARDE                                                        | LIMOGES-BÉNÉDICTINS ↔ Uzerche ↔ BRIVE-LA-GAILLARDE                                                        | LIMOGES-BÉNÉDICTINS ↔ Uzerche ↔ BRIVE-LA-GAILLARDE                                                        | LIMOGES-BÉNÉDICTINS ↔ Uzerche ↔ BRIVE-LA-GAILLARDE                                                        | LIMOGES-BÉNÉDICTINS ↔ Uzerche ↔ BRIVE-LA-GAILLARDE                                                        | LIMOGES-BÉNÉDICTINS ↔ Uzerche ↔ BRIVE-LA-GAILLARDE                                                        |
|       | Longueur 98,8 km                                                                                          | Durée 1 h 14                                                                                              | Nb. arrêts 11                                                                                             | Soirée / Dimanche - Férié · /                                                                             | Horaires 6 h 02 - 20 h 14                                                                                 | Réseau TER Nouvelle-Aquitaine                                                                             | | | |
| 23    | LIMOGES-BÉNÉDICTINS ↔ Saint-Yrieix ↔ BRIVE-LA-GAILLARDE                                                   | LIMOGES-BÉNÉDICTINS ↔ Saint-Yrieix ↔ BRIVE-LA-GAILLARDE                                                   | LIMOGES-BÉNÉDICTINS ↔ Saint-Yrieix ↔ BRIVE-LA-GAILLARDE                                                   | LIMOGES-BÉNÉDICTINS ↔ Saint-Yrieix ↔ BRIVE-LA-GAILLARDE                                                   | LIMOGES-BÉNÉDICTINS ↔ Saint-Yrieix ↔ BRIVE-LA-GAILLARDE                                                   | LIMOGES-BÉNÉDICTINS ↔ Saint-Yrieix ↔ BRIVE-LA-GAILLARDE                                                   | LIMOGES-BÉNÉDICTINS ↔ Saint-Yrieix ↔ BRIVE-LA-GAILLARDE                                                   | LIMOGES-BÉNÉDICTINS ↔ Saint-Yrieix ↔ BRIVE-LA-GAILLARDE                                                   | LIMOGES-BÉNÉDICTINS ↔ Saint-Yrieix ↔ BRIVE-LA-GAILLARDE                                                   |
|       | Longueur 103,6 km                                                                                         | Durée 2 h 00                                                                                              | Nb. arrêts 14                                                                                             | Soirée / Dimanche - Férié · Non /                                                                         | Horaires 5 h 20 - 19 h 10                                                                                 | Réseau TER Nouvelle-Aquitaine                                                                             | | | |
| 24    | POITIERS ↔ Bellac ↔ LIMOGES-BÉNÉDICTINS                                                                   | POITIERS ↔ Bellac ↔ LIMOGES-BÉNÉDICTINS                                                                   | POITIERS ↔ Bellac ↔ LIMOGES-BÉNÉDICTINS                                                                   | POITIERS ↔ Bellac ↔ LIMOGES-BÉNÉDICTINS                                                                   | POITIERS ↔ Bellac ↔ LIMOGES-BÉNÉDICTINS                                                                   | POITIERS ↔ Bellac ↔ LIMOGES-BÉNÉDICTINS                                                                   | POITIERS ↔ Bellac ↔ LIMOGES-BÉNÉDICTINS                                                                   | POITIERS ↔ Bellac ↔ LIMOGES-BÉNÉDICTINS                                                                   | POITIERS ↔ Bellac ↔ LIMOGES-BÉNÉDICTINS                                                                   |
|       | Longueur 137,9 km                                                                                         | Durée 1 h 50                                                                                              | Nb. arrêts 12                                                                                             | Soirée / Dimanche - Férié · Non /                                                                         | Horaires 5 h 34 - 20 h 14                                                                                 | Réseau TER Nouvelle-Aquitaine                                                                             | | | |
| 25    | LIMOGES-BÉNÉDICTINS ↔ Guéret ↔ Felletin ↔ MONTLUÇON-VILLE                                                 | LIMOGES-BÉNÉDICTINS ↔ Guéret ↔ Felletin ↔ MONTLUÇON-VILLE                                                 | LIMOGES-BÉNÉDICTINS ↔ Guéret ↔ Felletin ↔ MONTLUÇON-VILLE                                                 | LIMOGES-BÉNÉDICTINS ↔ Guéret ↔ Felletin ↔ MONTLUÇON-VILLE                                                 | LIMOGES-BÉNÉDICTINS ↔ Guéret ↔ Felletin ↔ MONTLUÇON-VILLE                                                 | LIMOGES-BÉNÉDICTINS ↔ Guéret ↔ Felletin ↔ MONTLUÇON-VILLE                                                 | LIMOGES-BÉNÉDICTINS ↔ Guéret ↔ Felletin ↔ MONTLUÇON-VILLE                                                 | LIMOGES-BÉNÉDICTINS ↔ Guéret ↔ Felletin ↔ MONTLUÇON-VILLE                                                 | LIMOGES-BÉNÉDICTINS ↔ Guéret ↔ Felletin ↔ MONTLUÇON-VILLE                                                 |
|       | Longueur 155,8 km                                                                                         | Durée 2 h 05                                                                                              | Nb. arrêts 15                                                                                             | Soirée / Dimanche - Férié · Non /                                                                         | Horaires 5 h 38 - 18 h 55                                                                                 | Réseau TER Nouvelle-Aquitaine                                                                             | | | |
| 26    | LIMOGES-BÉNÉDICTINS ↔ Eymoutiers-Vassivière ↔ USSEL                                                       | LIMOGES-BÉNÉDICTINS ↔ Eymoutiers-Vassivière ↔ USSEL                                                       | LIMOGES-BÉNÉDICTINS ↔ Eymoutiers-Vassivière ↔ USSEL                                                       | LIMOGES-BÉNÉDICTINS ↔ Eymoutiers-Vassivière ↔ USSEL                                                       | LIMOGES-BÉNÉDICTINS ↔ Eymoutiers-Vassivière ↔ USSEL                                                       | LIMOGES-BÉNÉDICTINS ↔ Eymoutiers-Vassivière ↔ USSEL                                                       | LIMOGES-BÉNÉDICTINS ↔ Eymoutiers-Vassivière ↔ USSEL                                                       | LIMOGES-BÉNÉDICTINS ↔ Eymoutiers-Vassivière ↔ USSEL                                                       | LIMOGES-BÉNÉDICTINS ↔ Eymoutiers-Vassivière ↔ USSEL                                                       |
|       | Longueur 112,5 km                                                                                         | Durée 2 h 10                                                                                              | Nb. arrêts 13                                                                                             | Soirée / Dimanche - Férié · /                                                                             | Horaires 5 h 33 - 21 h 14                                                                                 | Réseau TER Nouvelle-Aquitaine                                                                             | | | |
| 27    | BRIVE-LA-GAILLARDE ↔ Tulle ↔ USSEL                                                                        | BRIVE-LA-GAILLARDE ↔ Tulle ↔ USSEL                                                                        | BRIVE-LA-GAILLARDE ↔ Tulle ↔ USSEL                                                                        | BRIVE-LA-GAILLARDE ↔ Tulle ↔ USSEL                                                                        | BRIVE-LA-GAILLARDE ↔ Tulle ↔ USSEL                                                                        | BRIVE-LA-GAILLARDE ↔ Tulle ↔ USSEL                                                                        | BRIVE-LA-GAILLARDE ↔ Tulle ↔ USSEL                                                                        | BRIVE-LA-GAILLARDE ↔ Tulle ↔ USSEL                                                                        | BRIVE-LA-GAILLARDE ↔ Tulle ↔ USSEL                                                                        |
|       | Longueur 93,4 km                                                                                          | Durée 1 h 40                                                                                              | Nb. arrêts 11                                                                                             | Soirée / Dimanche - Férié · Non /                                                                         | Horaires 6 h 09 - 20 h 07                                                                                 | Réseau TER Nouvelle-Aquitaine                                                                             | | | |
| 31    | BORDEAUX Saint-Jean ↔ Périgueux ↔ Limoges-Bénédictins ↔ MONTLUÇON                                         | BORDEAUX Saint-Jean ↔ Périgueux ↔ Limoges-Bénédictins ↔ MONTLUÇON                                         | BORDEAUX Saint-Jean ↔ Périgueux ↔ Limoges-Bénédictins ↔ MONTLUÇON                                         | BORDEAUX Saint-Jean ↔ Périgueux ↔ Limoges-Bénédictins ↔ MONTLUÇON                                         | BORDEAUX Saint-Jean ↔ Périgueux ↔ Limoges-Bénédictins ↔ MONTLUÇON                                         | BORDEAUX Saint-Jean ↔ Périgueux ↔ Limoges-Bénédictins ↔ MONTLUÇON                                         | BORDEAUX Saint-Jean ↔ Périgueux ↔ Limoges-Bénédictins ↔ MONTLUÇON                                         | BORDEAUX Saint-Jean ↔ Périgueux ↔ Limoges-Bénédictins ↔ MONTLUÇON                                         | BORDEAUX Saint-Jean ↔ Périgueux ↔ Limoges-Bénédictins ↔ MONTLUÇON                                         |
|       | Longueur 210,10 km                                                                                        | Durée 2 h 24                                                                                              | Nb. arrêts 13                                                                                             | Soirée / Dimanche - Férié · /                                                                             | Horaires 6 h 07 - 22 h 00                                                                                 | Réseau TER Nouvelle-Aquitaine                                                                             | | | |
| 32    | BORDEAUX Saint-Jean ↔ Libourne ↔ Coutras ↔ Périgueux ↔ Brive-la-Gaillarde ↔ USSEL                         | BORDEAUX Saint-Jean ↔ Libourne ↔ Coutras ↔ Périgueux ↔ Brive-la-Gaillarde ↔ USSEL                         | BORDEAUX Saint-Jean ↔ Libourne ↔ Coutras ↔ Périgueux ↔ Brive-la-Gaillarde ↔ USSEL                         | BORDEAUX Saint-Jean ↔ Libourne ↔ Coutras ↔ Périgueux ↔ Brive-la-Gaillarde ↔ USSEL                         | BORDEAUX Saint-Jean ↔ Libourne ↔ Coutras ↔ Périgueux ↔ Brive-la-Gaillarde ↔ USSEL                         | BORDEAUX Saint-Jean ↔ Libourne ↔ Coutras ↔ Périgueux ↔ Brive-la-Gaillarde ↔ USSEL                         | BORDEAUX Saint-Jean ↔ Libourne ↔ Coutras ↔ Périgueux ↔ Brive-la-Gaillarde ↔ USSEL                         | BORDEAUX Saint-Jean ↔ Libourne ↔ Coutras ↔ Périgueux ↔ Brive-la-Gaillarde ↔ USSEL                         | BORDEAUX Saint-Jean ↔ Libourne ↔ Coutras ↔ Périgueux ↔ Brive-la-Gaillarde ↔ USSEL                         |
|       | Longueur 128,2 km                                                                                         | Durée 1 h 30                                                                                              | Nb. arrêts 16                                                                                             | Soirée / Dimanche - Férié · Non /                                                                         | Horaires 5 h 53 - 20 h 07                                                                                 | Réseau TER Nouvelle-Aquitaine                                                                             | | | |
| 33    | BORDEAUX SAINT-JEAN ↔ Libourne ↔ Bergerac ↔ Le Buisson ↔ SARLAT-LA-CANÉDA                                 | BORDEAUX SAINT-JEAN ↔ Libourne ↔ Bergerac ↔ Le Buisson ↔ SARLAT-LA-CANÉDA                                 | BORDEAUX SAINT-JEAN ↔ Libourne ↔ Bergerac ↔ Le Buisson ↔ SARLAT-LA-CANÉDA                                 | BORDEAUX SAINT-JEAN ↔ Libourne ↔ Bergerac ↔ Le Buisson ↔ SARLAT-LA-CANÉDA                                 | BORDEAUX SAINT-JEAN ↔ Libourne ↔ Bergerac ↔ Le Buisson ↔ SARLAT-LA-CANÉDA                                 | BORDEAUX SAINT-JEAN ↔ Libourne ↔ Bergerac ↔ Le Buisson ↔ SARLAT-LA-CANÉDA                                 | BORDEAUX SAINT-JEAN ↔ Libourne ↔ Bergerac ↔ Le Buisson ↔ SARLAT-LA-CANÉDA                                 | BORDEAUX SAINT-JEAN ↔ Libourne ↔ Bergerac ↔ Le Buisson ↔ SARLAT-LA-CANÉDA                                 | BORDEAUX SAINT-JEAN ↔ Libourne ↔ Bergerac ↔ Le Buisson ↔ SARLAT-LA-CANÉDA                                 |
|       | Longueur 166,6 km                                                                                         | Durée 2 h 30                                                                                              | Nb. arrêts 24                                                                                             | Soirée / Dimanche - Férié · Non /                                                                         | Horaires 6 h 14 - 18 h 16                                                                                 | Réseau TER Nouvelle-Aquitaine                                                                             | | | |
| 34    | AGEN ↔ Monsempron-Libos ↔ Le Buisson ↔ PÉRIGUEUX                                                          | AGEN ↔ Monsempron-Libos ↔ Le Buisson ↔ PÉRIGUEUX                                                          | AGEN ↔ Monsempron-Libos ↔ Le Buisson ↔ PÉRIGUEUX                                                          | AGEN ↔ Monsempron-Libos ↔ Le Buisson ↔ PÉRIGUEUX                                                          | AGEN ↔ Monsempron-Libos ↔ Le Buisson ↔ PÉRIGUEUX                                                          | AGEN ↔ Monsempron-Libos ↔ Le Buisson ↔ PÉRIGUEUX                                                          | AGEN ↔ Monsempron-Libos ↔ Le Buisson ↔ PÉRIGUEUX                                                          | AGEN ↔ Monsempron-Libos ↔ Le Buisson ↔ PÉRIGUEUX                                                          | AGEN ↔ Monsempron-Libos ↔ Le Buisson ↔ PÉRIGUEUX                                                          |
|       | Longueur 152,0 km                                                                                         | Durée 2 h 26                                                                                              | Nb. arrêts 17                                                                                             | Soirée / Dimanche - Férié · Non /                                                                         | Horaires 7 h 05 - 18 h 45                                                                                 | Réseau TER Nouvelle-Aquitaine                                                                             | | | |
| 41.1U | BORDEAUX SAINT-JEAN ↔ Libourne ↔ COUTRAS                                                                  | BORDEAUX SAINT-JEAN ↔ Libourne ↔ COUTRAS                                                                  | BORDEAUX SAINT-JEAN ↔ Libourne ↔ COUTRAS                                                                  | BORDEAUX SAINT-JEAN ↔ Libourne ↔ COUTRAS                                                                  | BORDEAUX SAINT-JEAN ↔ Libourne ↔ COUTRAS                                                                  | BORDEAUX SAINT-JEAN ↔ Libourne ↔ COUTRAS                                                                  | BORDEAUX SAINT-JEAN ↔ Libourne ↔ COUTRAS                                                                  | BORDEAUX SAINT-JEAN ↔ Libourne ↔ COUTRAS                                                                  | BORDEAUX SAINT-JEAN ↔ Libourne ↔ COUTRAS                                                                  |
|       | Longueur km                                                                                               | Durée min                                                                                                 | Nb. arrêts                                                                                                | Soirée / Dimanche - Férié · /                                                                             | Horaires                                                                                                  | Réseau TER Nouvelle-Aquitaine                                                                             | | | |
| 41.2U | BORDEAUX SAINT-JEAN ↔ Facture-Biganos ↔ Gujan-Mestras ↔ La Teste-de-Buch ↔ ARCACHON                       | BORDEAUX SAINT-JEAN ↔ Facture-Biganos ↔ Gujan-Mestras ↔ La Teste-de-Buch ↔ ARCACHON                       | BORDEAUX SAINT-JEAN ↔ Facture-Biganos ↔ Gujan-Mestras ↔ La Teste-de-Buch ↔ ARCACHON                       | BORDEAUX SAINT-JEAN ↔ Facture-Biganos ↔ Gujan-Mestras ↔ La Teste-de-Buch ↔ ARCACHON                       | BORDEAUX SAINT-JEAN ↔ Facture-Biganos ↔ Gujan-Mestras ↔ La Teste-de-Buch ↔ ARCACHON                       | BORDEAUX SAINT-JEAN ↔ Facture-Biganos ↔ Gujan-Mestras ↔ La Teste-de-Buch ↔ ARCACHON                       | BORDEAUX SAINT-JEAN ↔ Facture-Biganos ↔ Gujan-Mestras ↔ La Teste-de-Buch ↔ ARCACHON                       | BORDEAUX SAINT-JEAN ↔ Facture-Biganos ↔ Gujan-Mestras ↔ La Teste-de-Buch ↔ ARCACHON                       | BORDEAUX SAINT-JEAN ↔ Facture-Biganos ↔ Gujan-Mestras ↔ La Teste-de-Buch ↔ ARCACHON                       |
|       | Longueur 58,0 km                                                                                          | Durée 55 min                                                                                              | Nb. arrêts 11                                                                                             | Soirée / Dimanche - Férié · /                                                                             | Horaires                                                                                                  | Réseau TER Nouvelle-Aquitaine                                                                             | | | |
| 42    | BORDEAUX SAINT-JEAN ↔ Macau ↔ Lesparre-Médoc ↔ LE VERDON-SUR-MER [↔ La Pointe-de-Grave] et PESSAC ↔ MACAU | BORDEAUX SAINT-JEAN ↔ Macau ↔ Lesparre-Médoc ↔ LE VERDON-SUR-MER [↔ La Pointe-de-Grave] et PESSAC ↔ MACAU | BORDEAUX SAINT-JEAN ↔ Macau ↔ Lesparre-Médoc ↔ LE VERDON-SUR-MER [↔ La Pointe-de-Grave] et PESSAC ↔ MACAU | BORDEAUX SAINT-JEAN ↔ Macau ↔ Lesparre-Médoc ↔ LE VERDON-SUR-MER [↔ La Pointe-de-Grave] et PESSAC ↔ MACAU | BORDEAUX SAINT-JEAN ↔ Macau ↔ Lesparre-Médoc ↔ LE VERDON-SUR-MER [↔ La Pointe-de-Grave] et PESSAC ↔ MACAU | BORDEAUX SAINT-JEAN ↔ Macau ↔ Lesparre-Médoc ↔ LE VERDON-SUR-MER [↔ La Pointe-de-Grave] et PESSAC ↔ MACAU | BORDEAUX SAINT-JEAN ↔ Macau ↔ Lesparre-Médoc ↔ LE VERDON-SUR-MER [↔ La Pointe-de-Grave] et PESSAC ↔ MACAU | BORDEAUX SAINT-JEAN ↔ Macau ↔ Lesparre-Médoc ↔ LE VERDON-SUR-MER [↔ La Pointe-de-Grave] et PESSAC ↔ MACAU | BORDEAUX SAINT-JEAN ↔ Macau ↔ Lesparre-Médoc ↔ LE VERDON-SUR-MER [↔ La Pointe-de-Grave] et PESSAC ↔ MACAU |
|       | Longueur 99,8 km 24,2 km                                                                                  | Durée 2 h 12 31 min                                                                                       | Nb. arrêts 15 8                                                                                           | Soirée / Dimanche - Férié · Non / · Non /                                                                 | Horaires 5 h 42 - 21 h 10 6 h 33 - 19 h 27                                                                | Réseau TER Nouvelle-Aquitaine                                                                             | | | |
| 43.1U | BORDEAUX SAINT-JEAN ↔ St-André-de-Cubzac ↔ ST-MARIENS - ST-YZAN                                           | BORDEAUX SAINT-JEAN ↔ St-André-de-Cubzac ↔ ST-MARIENS - ST-YZAN                                           | BORDEAUX SAINT-JEAN ↔ St-André-de-Cubzac ↔ ST-MARIENS - ST-YZAN                                           | BORDEAUX SAINT-JEAN ↔ St-André-de-Cubzac ↔ ST-MARIENS - ST-YZAN                                           | BORDEAUX SAINT-JEAN ↔ St-André-de-Cubzac ↔ ST-MARIENS - ST-YZAN                                           | BORDEAUX SAINT-JEAN ↔ St-André-de-Cubzac ↔ ST-MARIENS - ST-YZAN                                           | BORDEAUX SAINT-JEAN ↔ St-André-de-Cubzac ↔ ST-MARIENS - ST-YZAN                                           | BORDEAUX SAINT-JEAN ↔ St-André-de-Cubzac ↔ ST-MARIENS - ST-YZAN                                           | BORDEAUX SAINT-JEAN ↔ St-André-de-Cubzac ↔ ST-MARIENS - ST-YZAN                                           |
|       | Longueur 168,7 km                                                                                         | Durée 2 h 18                                                                                              | Nb. arrêts 18                                                                                             | Soirée / Dimanche - Férié · Non /                                                                         | Horaires 6 h 09 - 18 h 52                                                                                 | Réseau TER Nouvelle-Aquitaine                                                                             | | | |
| 43.2U | BORDEAUX SAINT-JEAN ↔ Beautiran ↔ LANGON                                                                  | BORDEAUX SAINT-JEAN ↔ Beautiran ↔ LANGON                                                                  | BORDEAUX SAINT-JEAN ↔ Beautiran ↔ LANGON                                                                  | BORDEAUX SAINT-JEAN ↔ Beautiran ↔ LANGON                                                                  | BORDEAUX SAINT-JEAN ↔ Beautiran ↔ LANGON                                                                  | BORDEAUX SAINT-JEAN ↔ Beautiran ↔ LANGON                                                                  | BORDEAUX SAINT-JEAN ↔ Beautiran ↔ LANGON                                                                  | BORDEAUX SAINT-JEAN ↔ Beautiran ↔ LANGON                                                                  | BORDEAUX SAINT-JEAN ↔ Beautiran ↔ LANGON                                                                  |
|       | Longueur km                                                                                               | Durée | Nb. arrêts                                                                                                | Soirée / Dimanche - Férié · Non /                                                                         | Horaires                                                                                                  | Réseau TER Nouvelle-Aquitaine                                                                             | | | |
| 44    | BORDEAUX SAINT-JEAN ↔ Langon ↔ Marmande ↔ AGEN                                                            | BORDEAUX SAINT-JEAN ↔ Langon ↔ Marmande ↔ AGEN                                                            | BORDEAUX SAINT-JEAN ↔ Langon ↔ Marmande ↔ AGEN                                                            | BORDEAUX SAINT-JEAN ↔ Langon ↔ Marmande ↔ AGEN                                                            | BORDEAUX SAINT-JEAN ↔ Langon ↔ Marmande ↔ AGEN                                                            | BORDEAUX SAINT-JEAN ↔ Langon ↔ Marmande ↔ AGEN                                                            | BORDEAUX SAINT-JEAN ↔ Langon ↔ Marmande ↔ AGEN                                                            | BORDEAUX SAINT-JEAN ↔ Langon ↔ Marmande ↔ AGEN                                                            | BORDEAUX SAINT-JEAN ↔ Langon ↔ Marmande ↔ AGEN                                                            |
|       | Longueur 135,5 km 70,4 km                                                                                 | Durée 1 h 40                                                                                              | Nb. arrêts 25                                                                                             | Soirée / Dimanche - Férié · /                                                                             | Horaires 4 h 52 - 21 h 41                                                                                 | Réseau TER Nouvelle-Aquitaine                                                                             | | | |
| 45    | MONT-DE-MARSAN ↔ Morcenx ↔ BORDEAUX Saint-Jean                                                            | MONT-DE-MARSAN ↔ Morcenx ↔ BORDEAUX Saint-Jean                                                            | MONT-DE-MARSAN ↔ Morcenx ↔ BORDEAUX Saint-Jean                                                            | MONT-DE-MARSAN ↔ Morcenx ↔ BORDEAUX Saint-Jean                                                            | MONT-DE-MARSAN ↔ Morcenx ↔ BORDEAUX Saint-Jean                                                            | MONT-DE-MARSAN ↔ Morcenx ↔ BORDEAUX Saint-Jean                                                            | MONT-DE-MARSAN ↔ Morcenx ↔ BORDEAUX Saint-Jean                                                            | MONT-DE-MARSAN ↔ Morcenx ↔ BORDEAUX Saint-Jean                                                            | MONT-DE-MARSAN ↔ Morcenx ↔ BORDEAUX Saint-Jean                                                            |
|       | Longueur 147,0 km                                                                                         | Durée 1 h 22                                                                                              | Nb. arrêts 9                                                                                              | Soirée / Dimanche - Férié · /                                                                             | Horaires 5 h 51 - 21 h 46                                                                                 | Réseau TER Nouvelle-Aquitaine                                                                             | | | |
| 51    | HENDAYE/HENDAIA ↔ Bayonne/Baiona ↔ Dax ↔ Morcenx ↔ BORDEAUX SAINT-JEAN                                    | HENDAYE/HENDAIA ↔ Bayonne/Baiona ↔ Dax ↔ Morcenx ↔ BORDEAUX SAINT-JEAN                                    | HENDAYE/HENDAIA ↔ Bayonne/Baiona ↔ Dax ↔ Morcenx ↔ BORDEAUX SAINT-JEAN                                    | HENDAYE/HENDAIA ↔ Bayonne/Baiona ↔ Dax ↔ Morcenx ↔ BORDEAUX SAINT-JEAN                                    | HENDAYE/HENDAIA ↔ Bayonne/Baiona ↔ Dax ↔ Morcenx ↔ BORDEAUX SAINT-JEAN                                    | HENDAYE/HENDAIA ↔ Bayonne/Baiona ↔ Dax ↔ Morcenx ↔ BORDEAUX SAINT-JEAN                                    | HENDAYE/HENDAIA ↔ Bayonne/Baiona ↔ Dax ↔ Morcenx ↔ BORDEAUX SAINT-JEAN                                    | HENDAYE/HENDAIA ↔ Bayonne/Baiona ↔ Dax ↔ Morcenx ↔ BORDEAUX SAINT-JEAN                                    | HENDAYE/HENDAIA ↔ Bayonne/Baiona ↔ Dax ↔ Morcenx ↔ BORDEAUX SAINT-JEAN                                    |
|       | Longueur 235,1 km                                                                                         | Durée 2 h 40                                                                                              | Nb. arrêts 20                                                                                             | Soirée / Dimanche - Férié · Non /                                                                         | Horaires 4 h 51 - 20 h 06                                                                                 | Réseau TER Nouvelle-Aquitaine                                                                             | | | |
| 52    | BORDEAUX ↔ Dax ↔ Puyoô ↔ Pau ↔ Lourdes ↔ TARBES                                                           | BORDEAUX ↔ Dax ↔ Puyoô ↔ Pau ↔ Lourdes ↔ TARBES                                                           | BORDEAUX ↔ Dax ↔ Puyoô ↔ Pau ↔ Lourdes ↔ TARBES                                                           | BORDEAUX ↔ Dax ↔ Puyoô ↔ Pau ↔ Lourdes ↔ TARBES                                                           | BORDEAUX ↔ Dax ↔ Puyoô ↔ Pau ↔ Lourdes ↔ TARBES                                                           | BORDEAUX ↔ Dax ↔ Puyoô ↔ Pau ↔ Lourdes ↔ TARBES                                                           | BORDEAUX ↔ Dax ↔ Puyoô ↔ Pau ↔ Lourdes ↔ TARBES                                                           | BORDEAUX ↔ Dax ↔ Puyoô ↔ Pau ↔ Lourdes ↔ TARBES                                                           | BORDEAUX ↔ Dax ↔ Puyoô ↔ Pau ↔ Lourdes ↔ TARBES                                                           |
|       | Longueur 233,0 km                                                                                         | Durée 3 h 03                                                                                              | Nb. arrêts 18                                                                                             | Soirée / Dimanche - Férié · /                                                                             | Horaires 5 h 05 - 21 h 13                                                                                 | Réseau TER Nouvelle-Aquitaine / TER Occitanie                                                             | | | |
| 53    | BAYONNE/BAIONA ↔ Puyoô ↔ Pau ↔ Lourdes ↔ TARBES                                                           | BAYONNE/BAIONA ↔ Puyoô ↔ Pau ↔ Lourdes ↔ TARBES                                                           | BAYONNE/BAIONA ↔ Puyoô ↔ Pau ↔ Lourdes ↔ TARBES                                                           | BAYONNE/BAIONA ↔ Puyoô ↔ Pau ↔ Lourdes ↔ TARBES                                                           | BAYONNE/BAIONA ↔ Puyoô ↔ Pau ↔ Lourdes ↔ TARBES                                                           | BAYONNE/BAIONA ↔ Puyoô ↔ Pau ↔ Lourdes ↔ TARBES                                                           | BAYONNE/BAIONA ↔ Puyoô ↔ Pau ↔ Lourdes ↔ TARBES                                                           | BAYONNE/BAIONA ↔ Puyoô ↔ Pau ↔ Lourdes ↔ TARBES                                                           | BAYONNE/BAIONA ↔ Puyoô ↔ Pau ↔ Lourdes ↔ TARBES                                                           |
|       | Longueur 165,1 km                                                                                         | Durée 2 h 15                                                                                              | Nb. arrêts 14                                                                                             | Soirée / Dimanche - Férié · /                                                                             | Horaires 6 h 03 - 21 h 27                                                                                 | Réseau TER Nouvelle-Aquitaine / TER Occitanie                                                             | | | |
| 54    | BAYONNE/BAIONA ↔ SAINT-JEAN-PIED-DE-PORT/DONIBANE GARAZI                                                  | BAYONNE/BAIONA ↔ SAINT-JEAN-PIED-DE-PORT/DONIBANE GARAZI                                                  | BAYONNE/BAIONA ↔ SAINT-JEAN-PIED-DE-PORT/DONIBANE GARAZI                                                  | BAYONNE/BAIONA ↔ SAINT-JEAN-PIED-DE-PORT/DONIBANE GARAZI                                                  | BAYONNE/BAIONA ↔ SAINT-JEAN-PIED-DE-PORT/DONIBANE GARAZI                                                  | BAYONNE/BAIONA ↔ SAINT-JEAN-PIED-DE-PORT/DONIBANE GARAZI                                                  | BAYONNE/BAIONA ↔ SAINT-JEAN-PIED-DE-PORT/DONIBANE GARAZI                                                  | BAYONNE/BAIONA ↔ SAINT-JEAN-PIED-DE-PORT/DONIBANE GARAZI                                                  | BAYONNE/BAIONA ↔ SAINT-JEAN-PIED-DE-PORT/DONIBANE GARAZI                                                  |
|       | Longueur 52,1 km                                                                                          | Durée 1 h 03                                                                                              | Nb. arrêts 9                                                                                              | Soirée / Dimanche - Férié · /                                                                             | Horaires 6 h 31 - 21 h 03                                                                                 | Réseau Txik Txak                                                                                          | | | |
| 54U   | BAYONNE/BAIONA ↔ CAMBO-LES-BAINS/KANBO                                                                    | BAYONNE/BAIONA ↔ CAMBO-LES-BAINS/KANBO                                                                    | BAYONNE/BAIONA ↔ CAMBO-LES-BAINS/KANBO                                                                    | BAYONNE/BAIONA ↔ CAMBO-LES-BAINS/KANBO                                                                    | BAYONNE/BAIONA ↔ CAMBO-LES-BAINS/KANBO                                                                    | BAYONNE/BAIONA ↔ CAMBO-LES-BAINS/KANBO                                                                    | BAYONNE/BAIONA ↔ CAMBO-LES-BAINS/KANBO                                                                    | BAYONNE/BAIONA ↔ CAMBO-LES-BAINS/KANBO                                                                    | BAYONNE/BAIONA ↔ CAMBO-LES-BAINS/KANBO                                                                    |
|       | Longueur 52,1 km                                                                                          | Durée 1 h 03                                                                                              | Nb. arrêts 8                                                                                              | Soirée / Dimanche - Férié · /                                                                             | Horaires 6 h 31 - 21 h 03                                                                                 | Réseau Txik Txak                                                                                          | | | |
| 55    | PAU ↔ BEDOUS                                                                                              | PAU ↔ BEDOUS                                                                                              | PAU ↔ BEDOUS                                                                                              | PAU ↔ BEDOUS                                                                                              | PAU ↔ BEDOUS                                                                                              | PAU ↔ BEDOUS                                                                                              | PAU ↔ BEDOUS                                                                                              | PAU ↔ BEDOUS                                                                                              | PAU ↔ BEDOUS                                                                                              |
|       | Longueur 59,0 km                                                                                          | Durée 1 h 05                                                                                              | Nb. arrêts 10                                                                                             | Soirée / Dimanche - Férié · /                                                                             | Horaires 6 h 45 - 20 h 10                                                                                 | Réseau TER Nouvelle-Aquitaine                                                                             | | | |

### Par autocar
|        | Lignes routières TER                                                                |
| ------ | ----------------------------------------------------------------------------------- |
| 1      | La Roche-sur-Yon ↔ Chantonnay ↔ Bressuire ↔ Thouars ↔ Saumur (TER Pays de la Loire) |
| 2      | Poitiers ↔ Châtellerault et Châtellerault ↔ Port-de-Piles (1 AS / 1 AR par jour)    |
| 12     | Poitiers ↔ Parthenay                                                                |
| 13     | Angoulême ↔ Jonzac ↔ Pons                                                           |
| 14     | Chinon ↔ Loudun ↔ Thouars                                                           |
| 15     | Châteauroux ↔ Argenton-sur-Creuse ↔ Le Blanc ↔ Chauvigny ↔ Poitiers (ligne express) |
| 5      | Arnac-Pompadour ↔ Saint-Yrieix-la-Perche (1 AR / jour)                              |
| 10     | Guéret ↔ Montluçon (1 AR / jour)                                                    |
| 11     | Brive-la-Gaillarde ↔ Tulle ↔ Égletons ↔ Meymac ↔ Ussel et Tulle - La Montane        |
| 12     | Montluçon ↔ Évaux-les-Bains ↔ Auzances ↔ Eygurande ↔ Ussel                          |
| 15     | La Souterraine ↔ Guéret ↔ Lavaveix-les-Mines ↔ Aubusson ↔ Felletin                  |
| 16     | Ussel ↔ Bort-les-Orgues                                                             |
| 21     | Clermont-Ferrand ↔ Bort-les-Orgues ↔ Mauriac (TER Auvergne-Rhône-Alpes)             |
| 22     | Neussargues ↔ Bort-les-Orgues (1 AR / jour) (TER Auvergne-Rhône-Alpes)              |
| 61     | Hendaye ↔ Bayonne (2 AS / jour)                                                     |
| 63     | Oloron-Sainte-Marie ↔ Bedous ↔ Canfranc                                             |
| 65     | Puyoô ↔ Bayonne (1 AS / jour)                                                       |
|        | Lignes routières du Conseil régional                                                |
| 7      | Limoges ↔ Magnac-Bourg ↔ Masseret ; Limoges ↔ Uzerche (direct) ↔ Seilhac ↔ Tulle    |
| 9      | Limoges ↔ Saint-Léonard-de-Noblat ↔ Bourganeuf ↔ Aubusson ↔ Felletin                |
| 13     | Ussel ↔ La Courtine ↔ Felletin ↔ Aubusson                                           |
| 14     | Montluçon ↔ Aubusson ↔ Felletin (1 AR / jour)                                       |
| 20     | Agen ↔ Barbotan-les-Thermes ↔ Mont-de-Marsan                                        |
| 21     | Agen ↔ Villeneuve-sur-Lot                                                           |
| 21 BIS | Bergerac ↔ Périgueux                                                                |
| 22     | Pau ↔ Aire-sur-l'Adour ↔ Mont-de-Marsan                                             |
| 23     | Dax ↔ Sauveterre-de-Béarn ↔ Saint-Palais ↔ Mauléon                                  |
| 24     | Marmande ↔ Casteljaloux ↔ Barbotan-les-Thermes                                      |
| 27     | Pau ↔ Aire-sur-l'Adour ↔ Eauze ↔ Condom ↔ Agen                                      |
| 922    | Agen ↔ Auch                                                                         |
| 925    | Toulouse ↔ Auch ↔ Aire-sur-l'Adour ↔ Mont-de-Marsan                                 |
| 936    | Tarbes ↔ Riscle ↔ Aire-sur-l'Adour ↔ Mont-de-Marsan                                 |
|        | Lignes routières du Conseil régional des Pays de la Loire                           |
| 7      | Nantes ↔ Cholet ↔ Parthenay ↔ Poitiers (ligne express)                              |
| 16     | Niort ↔ Fontenay-le-Comte (ligne express)                                           |
| 17     | La Rochelle ↔ Marans ↔ Velluire ↔ Fontenay-le-Comte (ligne express)                 |

## Tarification
La région a décidé d’harmoniser l'offre tarifaire dans l'ensemble de la région avec plusieurs tarifs :
- La « carte + » : réduction de -50 % sur toute la région[4].
- Le forfait « tribu » : des réductions allant de -20 % à -50 % pour des voyages de 2 à 5 personnes[4].
- Le billet « jeune Nouvelle-Aquitaine » : les jeunes de moins de 28 ans peuvent voyager sur l'ensemble du réseau de la région entre 2€ et 21€[4].
- Le « pass abonné Nouvelle-Aquitaine » : avec cet abonnement hebdomadaire, mensuel ou annuel, le client bénéficie d’une réduction de 75 % pour ses déplacements quotidiens ou fréquents. Le pass offre un nombre de voyages illimité sur un parcours déterminé en Nouvelle-Aquitaine[4].
- Le tarif pour les groupes scolaires : tarif préférentiel pour les groupes de plus de 30 personnes[4].
- L'abonnement étudiant : Les étudiants de moins de 26 ans qui effectuent un trajet aller-retour hebdomadaire entre leur domicile et le lieu où ils étudient (soit en TER, TGV ou Intercités) peuvent bénéficier d’un tarif à 50 %[4].

## Matériel roulant
Le parc roulant du TER Nouvelle-Aquitaine est exclusivement hérité des dotations TER des anciennes régions Aquitaine, Poitou-Charentes et Limousin
Synthèse du parc au 7 août 2023
| Séries             | Nombre de caisses | STF SAQ | STF SMP | Totale |
| ------------------ | ----------------- | ------- | ------- | ------ |
| BB 7200            | –                 | 2       |         | 2      |
| B 81500            | 3 caisses         | 52      | –       | 52     |
| B 82500            | 4 caisses         | 10      | –       | 10     |
| X 72500            | 2 caisses         | 14      | –       | 14     |
| X 73500            | Mono-caisse       | 53      | –       | 53     |
| Z 51500 et B 84500 | 4 caisses         | 42      | –       | 42     |
| Z 56300            | 6 caisses         | 24      | –       | 24     |

Au deuxième trimestre 2023, le parc du matériel roulant de la région est constitué de 195 engins.
En décembre 2022, la Région a acté l'achat de 16 nouvelles rames pour un total de 198 millions d'euros. Ces rames, 12 rames Régiolis et 6 rames Régio2N, permettront d’offrir 4600 places assises supplémentaires. La Région sera propriétaire des rames dès leur livraison qui interviendra en 2025 et 2026. 
Le parc est gérées par une Supervisions techniques de flotte (STF)
- SAQ : STF Aquitaine (Bordeaux, Limoges, Poitiers)
- SMP : STF Midi-Pyrénées (Toulouse)

## Identité visuelle
Depuis 2021 une grande partie des engins sont équipés de la livrée Nouvelle-Aquitaine, certains demeurant avec les livrées des anciennes régions.
La livrée Nouvelle-Aquitaine est aux couleurs de la région, avec le rouge vif et le lion anglais ; certains trains ont des couleurs bleues sur le toit (comme les AGC).

## Fréquentation
La fréquentation du réseau TER en 2024 est de 102 000 voyageurs par jour alors qu'en 2017, elle était de 67 000 voyageurs par jour, en 2018 : 70 000 voyageurs par jour, en 2019 : 77 000 voyageurs par jour, en 2022 : 90 000 voyageurs par jour et enfin en 2023 : 95 000 voyageurs par jour

## Projets

### Lignes
La région a actuellement plusieurs projets de maintien et de réouverture de lignes TER par rail, tels que :
- la réouverture de la ligne de Pau à Canfranc qui a commencé avec la réouverture du trafic de Oloron-Sainte-Marie à Bedous en juin 2016[8] ;
- La création, à l'horizon 2028, d'un « RER Métropolitain » avec la fusion des lignes 41.1 et 41.2 pour former la 41 Arcachon <> Libourne (certains trains prolongés jusqu’à Coutras) sans rupture de charge à Bordeaux-St-Jean, et 43.1 et 43.2 pour former la 43 Saint-Mariens - Saint-Yzan <> Langon avec un objectif de cadencement de 1 train toutes les 30 minutes[9].

### Information voyageurs
De nouveaux écrans pour l'information aux voyageurs ont été installés en 2017, sur les lignes 16, 17, 24, 26, 32 et 47.

### Matériels
En 2018, il y aura différents projets pour le matériel :
- La création d'une seule Supervision Technique de Flotte au niveau de la région Nouvelle-Aquitaine[4].
- La fusion des différents parcs de matériels de même série[4].
- Le regroupement des 2 établissements Traction[4].
- La création d'un seul établissement du Matériel pour la gestion des 3 sites de maintenance[4].